# Союз МС-28
Союз МС-28 (№ 759) — российский транспортный пилотируемый космический корабль, запуск которого к Международной космической станции запланирован на 27 ноября 2025 года. Запуск корабля планируется с помощью ракеты-носителя «Союз-2.1а» со стартовой площадки № 31 космодрома Байконур. Во время полёта на МКС планируется доставить участников космических экспедиции МКС-74.

## Экипаж
| Космонавт             | Должность                 | № полёта        | Организация     |
| Основной экипаж       | Основной экипаж           | Основной экипаж | Основной экипаж |
| --------------------- | ------------------------- | --------------- | --------------- |
| Сергей Кудь-Сверчков  | Командир ТПК «Союз МС»    | 2               | Роскосмос       |
| Сергей Микаев         | Бортинженер ТПК «Союз МС» | 1               | Роскосмос       |
| Кристофер Ли Уильямс  | Бортинженер ТПК «Союз МС» | 1               | НАСА            |
| Дублирующий экипаж    |                           |                 |                 |
| Пётр Дубров           | Командир ТПК «Союз МС»    | 2               | Роскосмос       |
| Анна Кикина           | Бортинженер ТПК «Союз МС» | 2               | Роскосмос       |
| Анил Менон Самойленко | Бортинженер ТПК «Союз МС» | 1               | НАСА            |

### История формирования экипажа
21 августа 2024 года Межведомственная комиссия по отбору космонавтов утвердила основной и дублирующий экипаж экспедиции МКС-74 со стартом на корабле «Союз МС-28». В основной экипаж вошли космонавты Роскосмоса Сергей Кудь-Сверчков (командир), Сергей Микаев и Олег Платонов. В дублирующий экипаж были назначены космонавты Роскосмоса Пётр Дубров (командир), Сергей Корсаков и Анна Кикина.
7 февраля 2025 года появилась информация о назначении в основной экипаж корабля «Союз МС-28» и в основной экипаж экспедиции МКС-74 астронавта НАСА Кристофера Ли Уильямса вместо космонавта Роскосмоса Олега Платонова. В дублирующий экипаж были назначены космонавты Роскосмоса Пётр Дубров (командир), Анна Кикина и астронавт НАСА Анил Менон Самойленко.